# 貞陵駅
貞陵駅（チョンヌンえき）は、大韓民国ソウル特別市城北区貞陵洞にある牛耳新設軽電鉄の駅。

## 駅構造
相対式ホーム2面2線の地下駅。出口は2箇所ある。

### のりば
- のりばの番号は存在しない。

| 上り | ●牛耳新設線 | 北漢山輔国門・北漢山牛耳方面 |
| 下り | ●牛耳新設線 | 誠信女大入口・新設洞方面     |

## 駅周辺
- 国民大学校
- ソウル崇徳初等学校
- 貞陵1洞住民センター
- 貞陵2洞住民センター
- ソウル貞水初等学校
- 貞陵
- 新韓銀行敦岩洞支店
- アリラン情報図書館
- アリラン峠

## 歴史
- 2017年
  - 3月2日 - 駅名を 「貞陵駅」に決定[1]。
- 9月2日 - 駅開業。

## 隣の駅
牛耳新設軽電鉄
● ソウル軽電鉄牛耳新設線
北漢山輔国門駅  - 貞陵駅  -  誠信女大入口駅